# Balsac
Balsac is een voormalige gemeente in het Franse departement Aveyron in de regio Occitanie. De plaats maakt deel uit van het arrondissement Rodez.

## Geschiedenis
De gemeente viel onder het kanton Marcillac-Vallon totdat dit op 22 maart 2015 werd opgeheven en samen met de gemeente Druelle van het eveneens op die dag opgeheven kanton Rodez-Ouest het nieuwe kanton Vallon werd gevormd. Op 1 januari 2017 fuseerde Balsac met Druelle tot de commune nouvelle Druelle Balsac.

## Geografie
De oppervlakte van Balsac bedraagt 15,8 km², de bevolkingsdichtheid is 35,8 inwoners per km².
De onderstaande kaart toont de ligging van Balsac met de belangrijkste infrastructuur en aangrenzende gemeenten.

## Demografie
Onderstaande figuur toont het verloop van het inwonertal (bron: INSEE-tellingen).

Vanwege een beveiligingsprobleem met de MediaWiki Graph-software is het momenteel niet mogelijk deze grafiek weer te geven. Zodra de software is bijgewerkt zal de grafiek vanzelf weer zichtbaar worden.